# Ballade des pendus

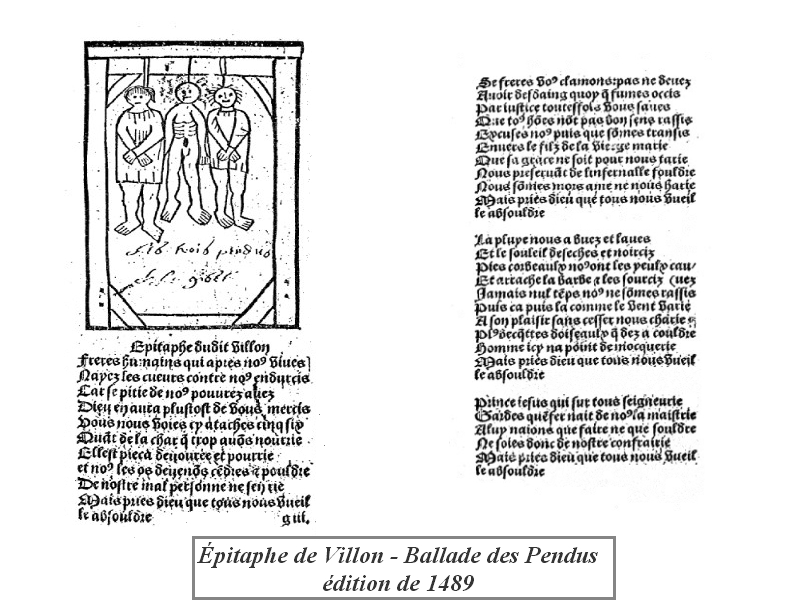
La Ballade des pendus ou Épitaphe de François Villon - fac-similé édition de 1489 par Pierre Levet.

La Ballade des pendus, dont l'incipit est « Frères humains », est un poème de François Villon.
Il est communément admis, même si ce fait n'est pas clairement établi, que Villon composa le plus connu de ses poèmes lors de son incarcération dans l'attente de son exécution à la suite de l'affaire Ferrebouc, où un notaire pontifical fut blessé au cours d'une rixe.

## Titre
Dans le manuscrit Coisline, cette ballade n'a pas de titre et, dans l'anthologie Le Jardin de plaisance et fleur de rethoricque imprimée en 1501 par Antoine Vérard, elle est juste appelée Autre ballade. Elle est titrée Épitaphe Villon dans le manuscrit Fauchet et dans l'édition de 1489 de Pierre Levet, Épitaphe dudit Villon dans le Chansonnier de Rohan et Clément Marot dans son édition commentée de 1533 la nomme : Épitaphe en forme de ballade, que feit Villon pour luy & pour ses compaignons s'attendant à estre pendu avec eulx. Le titre moderne doit quant à lui être attribué aux romantiques et pose un problème dans le sens où il dévoile trop tôt l'identité des narrateurs et compromet l'effet de surprise souhaité par Villon.
Le titre Épitaphe Villon et ses dérivés est impropre et porte à confusion, car Villon s'est déjà rédigé une véritable épitaphe à la fin du Testament (vers 1884 à 1906). De plus, ce titre (et notamment la version de Marot) implique que Villon a composé l'œuvre en attendant sa pendaison, ce qui est toujours sujet à caution (cf. ci-dessous : Circonstances).
Les historiens et commentateurs[Lesquels ?] de Villon se sont pour la plupart aujourd'hui résolus à désigner cette ballade par ses premiers mots : Freres humains, comme il est de coutume lorsque l'auteur n'a pas laissé de titre[réf. nécessaire].
Le titre Ballade des pendus donné par la suite à cette ballade convient d'autant moins qu'il existe une ballade, intitulée Ballade des pendus par son auteur Théodore de Banville dans sa pièce en un acte Gringoire (1866). Cette ballade a été rebaptisée Le Verger du roi Louis mais ce n'est pas, là non plus, le titre donné par l'auteur.

## Circonstances
Il est souvent dit que Villon composa Frères humains à l'ombre de la potence qui lui fut promise par le prévôt de Paris à la suite de l'affaire Ferrebouc. Gert Pinkernell, par exemple souligne le caractère désespéré et macabre du texte et en conclut que Villon l'a sûrement composé en prison. Cependant, comme le souligne Claude Thiry : « C'est une possibilité, mais parmi d'autres : on ne peut tout à fait l'exclure, mais on ne doit pas l'imposer ». Il remarque en effet que ce n'est pas, tant s'en faut, le seul texte de Villon qui fasse référence à sa peur de la corde et aux dangers qui guettent les enfants perdus. Les ballades en jargon, par exemple, recèlent de nombreuses allusions au gibet, et il serait hasardeux de les dater de cet emprisonnement. De plus, Thiry montre aussi que Frères humains, pour peu que l'on fasse abstraction du titre moderne qui fausse la lecture, est un appel à la charité chrétienne envers les pauvres plus qu'envers les pendus, et que contrairement à l'immense majorité de ses textes, celui-ci n'est pas présenté par Villon comme autobiographique. De même, le caractère macabre de la ballade se retrouve aussi dans son évocation du charnier des innocents des huitains CLV à CLXV du Testament.

## Fond
Pour plus de détails, voir les notes se rapportant au poème.
Ce poème est un appel à la charité chrétienne, valeur très respectée au Moyen Âge (Car, si pitié de nous pauvres avez, 
Dieu en aura plus tôt de vous mercis, car si vous avez pitié de nous/Dieu aura plus vite pitié de vous-aussi). La rédemption est au cœur de la ballade. Villon reconnaît qu'il s'est trop occupé de son être de chair au détriment de sa spiritualité. Ce constat est renforcé par la description très crue et insupportable des corps pourrissants (qui fut probablement inspirée par le spectacle macabre du charnier des innocents) qui produit un fort contraste avec l'évocation des thèmes religieux. Les pendus exhortent d'abord les passants à prier pour eux, puis dans l'appel, la prière se généralise à tous les humains.

## Forme
Il s'agit d'une grande ballade (3 dizains, 1 quintil, vers décasyllabiques)
- Tous les vers du poème comportent dix syllabes (décasyllabes).
- Répétition du dernier vers dans chaque strophe (car c'est une ballade).
- Les trois premières strophes comportent 10 vers et sont suivies d'un envoi de 5 vers.
- Les rimes reviennent aux mêmes endroits dans chacune des strophes.
- Présence de nombreux enjambements.

## Texte de la ballade et transcription en français moderne
Texte de la ballade et texte en français moderne.
| 5 10 15 20 25 30 35 | Frères humains qui après nous vivez N'ayez les cœurs contre nous endurcis, Car, se pitié de nous pauvres avez, Dieu en aura plus tot de vous mercis. Vous nous voyez cy attachez cinq, six Quant de la chair, que trop avons nourrie, Elle est pieça devoree et pourrie, Et nous les os, devenons cendre et pouldre. De nostre mal personne ne s'en rie : Mais priez Dieu que tous nous vueille absouldre! Se frères vous clamons, pas n'en devez Avoir desdain, quoy que fusmes occiz Par justice. Toutesfois, vous savez Que tous hommes n'ont pas bon sens rassiz; Excusez nous, puis que sommes transis, Envers le filz de la Vierge Marie, Que sa grâce ne soit pour nous tarie, Nous préservant de l'infernale fouldre. Nous sommes mors, ame ne nous harie; Mais priez Dieu que tous nous vueille absouldre! La pluye nous a débuez et lavez, Et le soleil desséchez et noirciz: Pies, corbeaulx nous ont les yeulx cavez Et arraché la barbe et les sourciz. Jamais nul temps nous ne sommes assis; Puis ça, puis la, comme le vent varie, À son plaisir sans cesser nous charie, Plus becquetez d'oiseaulx que dez à couldre. Ne soyez donc de nostre confrarie; Mais priez Dieu que tous nous vueille absouldre! Prince Jhesus, qui sur tous a maistrie, Garde qu'Enfer n'ait de nous seigneurie : A luy n'avons que faire ne que souldre. Hommes, icy n'a point de mocquerie; Mais priez Dieu que tous nous vueille absouldre. (Transcription : Lagarde et Michard) | Frères humains qui après nous vivez, N'ayez vos cœurs contre nous endurcis, Car, si pitié de nous pauvres avez, Dieu en aura plus tôt de vous merci. Vous nous voyez attachés ici, cinq, six : Quant à notre chair, que trop nous avons nourrie, Elle est depuis longtemps dévorée et pourrie, Et nous, les os, devenons cendre et poudre. De notre malheur, personne ne s'en rit, Mais priez Dieu que tous nous veuille absoudre! Si frères (nous) vous clamons, n'en devez (vous) Avoir du mépris, quoi que (nous) fûmes occis Par justice. Toutefois vous savez Que tous (les) hommes n'ont pas (le) sens bien rassis. Excusez-nous, puisque nous sommes transis (/morts), Auprès du fils de la Vierge Marie, (De façon) Que sa grâce ne soit (pas) pour nous tarie, Nous préservant de l'infernale foudre. Nous sommes morts, qu'âme (/que nul) ne nous charrie (/tourmente), Mais priez Dieu que tous nous veuille absoudre! La pluie nous a lessivés et lavés Et le soleil desséchés et noircis; Pies, corbeaux nous ont les yeux crevés, Et arraché la barbe et les sourcils. Jamais nul temps nous ne sommes assis; De-ci, de-là, comme le vent varie, À son plaisir sans cesser nous charrie, Plus becquetés d'oiseaux que (des) dés à coudre. Ne soyez donc de notre confrérie, Mais priez Dieu que tous nous veuille absoudre! Prince Jésus qui sur tous a maîtrise, Gardez qu'Enfer n'ait sur nous seigneurie : Avec lui n'avons à faire, ni à solder. Hommes, ici pas de moquerie, Mais priez Dieu que tous nous veuille absoudre. |